# Sclerocheilus unoculus
Sclerocheilus unoculus är en ringmaskart som beskrevs av Kudenov 1985. Sclerocheilus unoculus ingår i släktet Sclerocheilus och familjen Scalibregmatidae.
Artens utbredningsområde är Mexikanska golfen. Inga underarter finns listade i Catalogue of Life.